# ايرو بويرو إيه بي-115
ايرو بويرو إيه بي-115 (بالإنجليزية: Aero Boero AB-115)‏ هي طائرة منافع مدنية، أحادية السطح، ويأجنحة عالية، وذات محرك واحد، بقوة 115 حصان وبثلاثة مقاعد. طورت من إيه بي-95، مع تطوير الديناميكية الهوائية. أنتجت في 1969 بالأرجنتين. من صناعة ايرو بويرو. كان أول طيران لها في 1969. صنع منها 45 طائرة.